# Jo Ann Hackett
Jo Ann Hackett (née le 14 août 1949 à Louisville (Kentucky)) est une orientaliste américaine. Ses travaux concernent la constitution du corpus de la Bible hébraïque (l'Ancien Testament), ainsi que la grammaire de l’hébreu biblique et des autres langues sémitiques du Proche-Orient : le phénicien, le punique et l'araméen.

## Années de formation
Hackett a grandi à Jeffersonville (Indiana) où elle a achevé ses études secondaires en 1966. Licenciée en mathématiques de l’université DePauw (1970) elle s'est ensuite orientée vers la philosophie chrétienne, à l’université de l'Indiana (1975) puis les études bibliques, avec une thèse de l’université Harvard (1980).

## Carrière
Hackett a d'abord été assistante en littérature ancienne d'Occidental College, à Los Angeles, puis a travaillé à l’Université de l’Indiana, où elle n'a été titularisée qu'en 1990. Elle accepta alors le poste de directrice du cursus d'hébreu biblique que lui proposait l’Université Harvard, doublé de la charge d'assistante en  hébreu biblique et d'épigraphie sémitique. En 2009, elle est nommée professeur titulaire d’Études bibliques, au sein du Départment d'Etudes du Moyen-Orient de l'Université du Texas à Austin. Elle prend sa retraite en 2018 avec la gratification de Professeur émérite. Au cours de sa carrière, elle a enseigné à l'Université Johns Hopkins de Baltimore ainsi qu'au séminaire de théologie de Weston à Cambridge (Massachusetts).

## Recherches
Son premier essai était consacré à l'étude d'une inscription découverte sur le site de Deir-Alla en Jordanie, qui fournit d'abondants détails sur la geste de Balaam. Elle a ensuite surtout écrit sur les langues et dialectes sémitiques : outre l'hébreu, le phénicien et l'ougaritique, elle a co-édité un recueil d'épigraphie sémitique dédié à son maître, Frank Moore Cross. Sa Basic Introduction to Biblical Hebrew a connu une grande diffusion. Hackett a été l'une des premières à éclairer la condition des femmes  dans l'Orient ancien, avec ses articles In the Days of Jael: Reclaiming the History of Women in Ancient Israel, Rehabilitating Hagar: Fragments of an Epic Pattern et Can a Sexist Model Liberate Us?. Outre ses nombreuses publications consacrées à l'hébreu biblique, elle a rédigée les notes et l'introduction au Livre des Nombres pour la Bible publiée par HarperCollins, celles des Livres de Samuel pour la Women’s Bible Commentary. Elle a longtemps été membre du conseil executif de la Society of Biblical Literature, du bureau des American Schools of Oriental Research, et directrice de collection pour les Harvard Semitic Studies et plusieurs revues spécialisées.